# Liste der Mitglieder des liechtensteinischen Landtags (2001)
Diese Liste führt die Mitglieder des Landtags des Fürstentums Liechtenstein auf, der aus den Wahlen 2001 hervorging. Die Legislaturperiode dauert bis 2005.

## Zusammensetzung
Von 16.350 Wahlberechtigten nahmen 14.178 Personen an der Wahl teil (86,72 %). Die Stimmen und Mandate verteilten sich in den beiden Wahlkreisen – Oberland und Unterland – wie folgt:
| Partei                              | Stimmen  | Stimmen   | Stimmen   | Stimmen       | Sitze    | Sitze     | Sitze     |
| ----------------------------------- | -------- | --------- | --------- | ------------- | -------- | --------- | --------- |
| Partei                              | Oberland | Unterland | insgesamt | Stimmenanteil | Oberland | Unterland | insgesamt |
| Fortschrittliche Bürgerpartei (FBP) | 65.878   | 26.326    | 92.204    | 49,9 %        | 7        | 6         | 13        |
| Vaterländische Union (VU)           | 57.816   | 18.586    | 76.402    | 41,3 %        | 7        | 4         | 11        |
| Freie Liste (FL)                    | 13.106   | 3.078     | 16.184    | 8,8 %         | 1        | 0         | 1         |

## Liste der Mitglieder
| Name                  | Fraktion | Wahlkreis | Stimmen | Bemerkung                          |
| --------------------- | -------- | --------- | ------- | ---------------------------------- |
| Alois Beck            | FBP      | Oberland  | 4474    |                                    |
| Markus Büchel         | FBP      | Unterland | 2514    |                                    |
| Otto Büchel           | VU       | Unterland | 1703    | legte 2003 sein Mandat nieder      |
| Helmut Bühler         | FBP      | Unterland | 2217    |                                    |
| Adrian Hasler         | FBP      | Oberland  | 4007    | legte 2004 sein Mandat nieder      |
| Ingrid Hassler-Gerner | VU       | Unterland | 1778    |                                    |
| Walter Hartmann       | VU       | Oberland  | 3633    |                                    |
| Johannes Kaiser       | FBP      | Unterland | 2785    |                                    |
| Elmar Kindle          | FBP      | Oberland  | 4131    |                                    |
| Ivo Klein             | VU       | Unterland | 1635    |                                    |
| Helmut Konrad         | FBP      | Oberland  | 4218    |                                    |
| Dorothee Laternser    | VU       | Oberland  | 3502    |                                    |
| Peter Lampert         | FBP      | Oberland  | 4316    |                                    |
| Rudolf Lampert        | FBP      | Unterland | 2486    |                                    |
| Wendelin Lampert      | FBP      | Oberland  | 4154    |                                    |
| Alexander Marxer      | VU       | Unterland |         | 2003 für Otto Büchel nachgerückt   |
| Marco Ospelt          | FBP      | Oberland  |         | 2004 für Adrian Hasler nachgerückt |
| Hugo Quaderer         | VU       | Oberland  | 3559    |                                    |
| Erich Sprenger        | VU       | Oberland  | 3.605   |                                    |
| Peter Sprenger        | VU       | Oberland  | 3.950   |                                    |
| Donath Oehri          | VU       | Unterland | 1.746   |                                    |
| Walter Vogt           | VU       | Oberland  | 3493    |                                    |
| Paul Vogt             | FL       | Oberland  | 1575    |                                    |
| Klaus Wanger          | FBP      | Oberland  | 4298    | Landtagspräsident                  |
| Renate Wohlwend       | FBP      | Unterland | 2544    |                                    |
| Peter Wolff           | VU       | Oberland  | 3.938   | Landtagsvizepräsident              |
| Jürgen Zech           | FBP      | Unterland | 2.421   |                                    |

## Liste der Stellvertreter
| Name                    | Fraktion | Wahlkreis                                            |
| ----------------------- | -------- | ---------------------------------------------------- |
| Monica Bereiter-Amann   | FBP      |                                                      |
| Christian Brunhart      | FBP      |                                                      |
| Eduard Büchel           | FBP      |                                                      |
| Roland Büchel           | VU       |                                                      |
| Rudolf Hagen            | VU       |                                                      |
| Christel Hilti-Kaufmann | FL       |                                                      |
| Bettina Kaiser          | FBP      | 2004 für Marco Ospelt nachgerückt                    |
| Peter Kranz             | VU       | 2003 für Alexander Marxer nachgerückt                |
| Alexander Marxer        | VU       | wurde 2003 Abgeordneter als Ersatz für Otto Büchel   |
| Marco Ospelt            | FBP      | wurde 2004 Abgeordneter als Ersatz für Adrian Hasler |